# 中波尔塔夫卡村委员会
中波尔塔夫卡村委员会（俄语：Среднеполтавский сельсовет）是俄罗斯联邦阿穆尔州康斯坦丁诺夫卡区所属的一个村委员会。其下辖有1个居民点，行政中心为中波尔塔夫卡。据2014年统计，该村委员会的人口为253人。
2014年，中波尔塔夫卡村委员会并入上波尔塔夫卡村委员会。